# DAAD

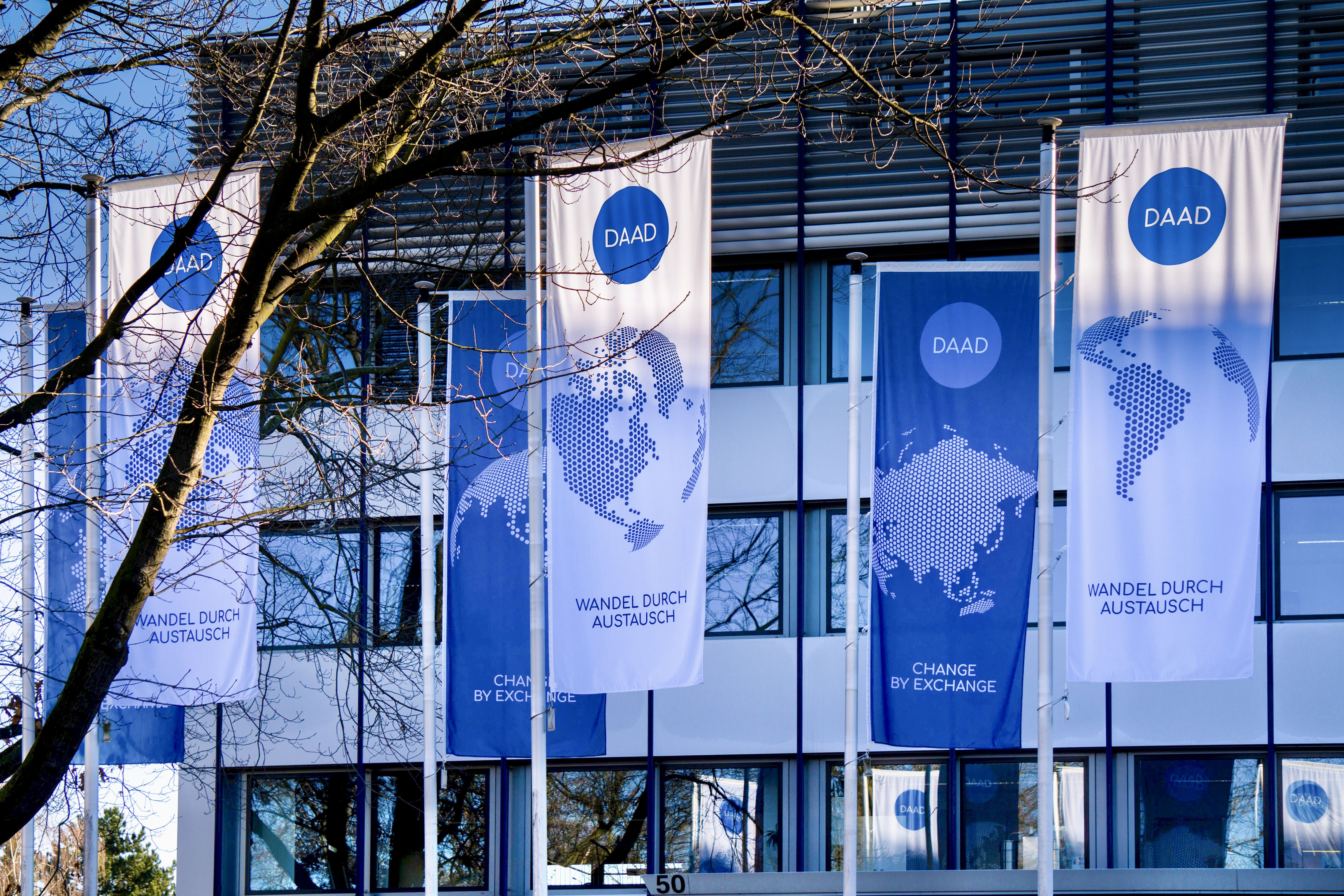
Головна будівля в Бонні

Німецька служба академічних обмінів (нім. Deutsche Akademische Austauschdienst, DAAD) — німецька організація для підтримки міжнародних академічних обмінів. Фінансує навчання й роботу закордонних студентів і науковців у Німеччині, а німецьких — за кордоном.

## Завдання і цілі

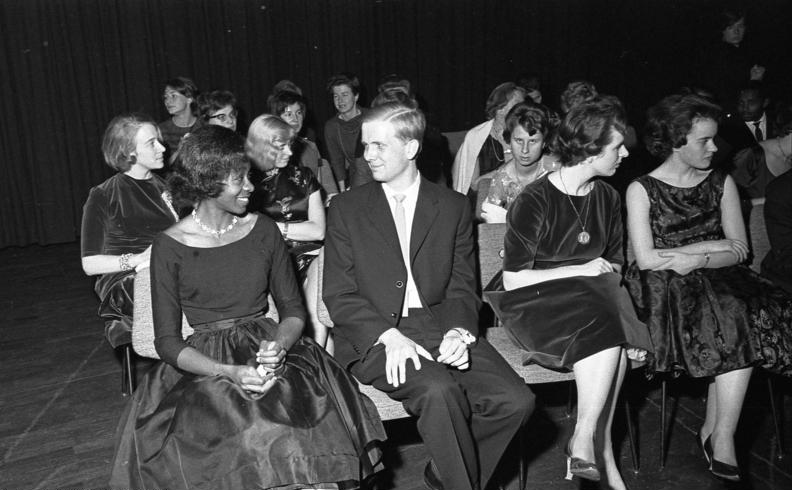
Захід DAAD у Бетховенгале в Бонні, грудень 1961 року

За власною інформацією, DAAD є найбільшою у світі організацією, що фінансує програми міжнародних обмінів для студентів та науковців. З моменту заснування в 1925 році DAAD профінансувала понад 2,8 мільйона науковців у Німеччині та за кордоном (станом на 2021 рік).
Діяльність DAAD виходить далеко за рамки надання стипендій: організація підтримує вивчення німецької мови та германістики за кордоном, підтримує країни, що розвиваються, у створенні ефективних університетів і консультує осіб, які приймають рішення, щодо політики в галузях культури й освіти.
У 2021 році DAAD через понад 250 програм підтримав близько 64 000 німців та іноземців в усьому світі. Програми включають семестр за кордоном, аспірантуру, стажування, гостьові лекції, ознайомчі візити, створення університетів за кордоном.
Стипендії для іноземців зазвичай рекламують через посольства Німеччини, філії DAAD, інформаційні центри, викладачів DAAD та університети-партнери за кордоном.
DAAD також координує програми Erasmus для Німеччини.

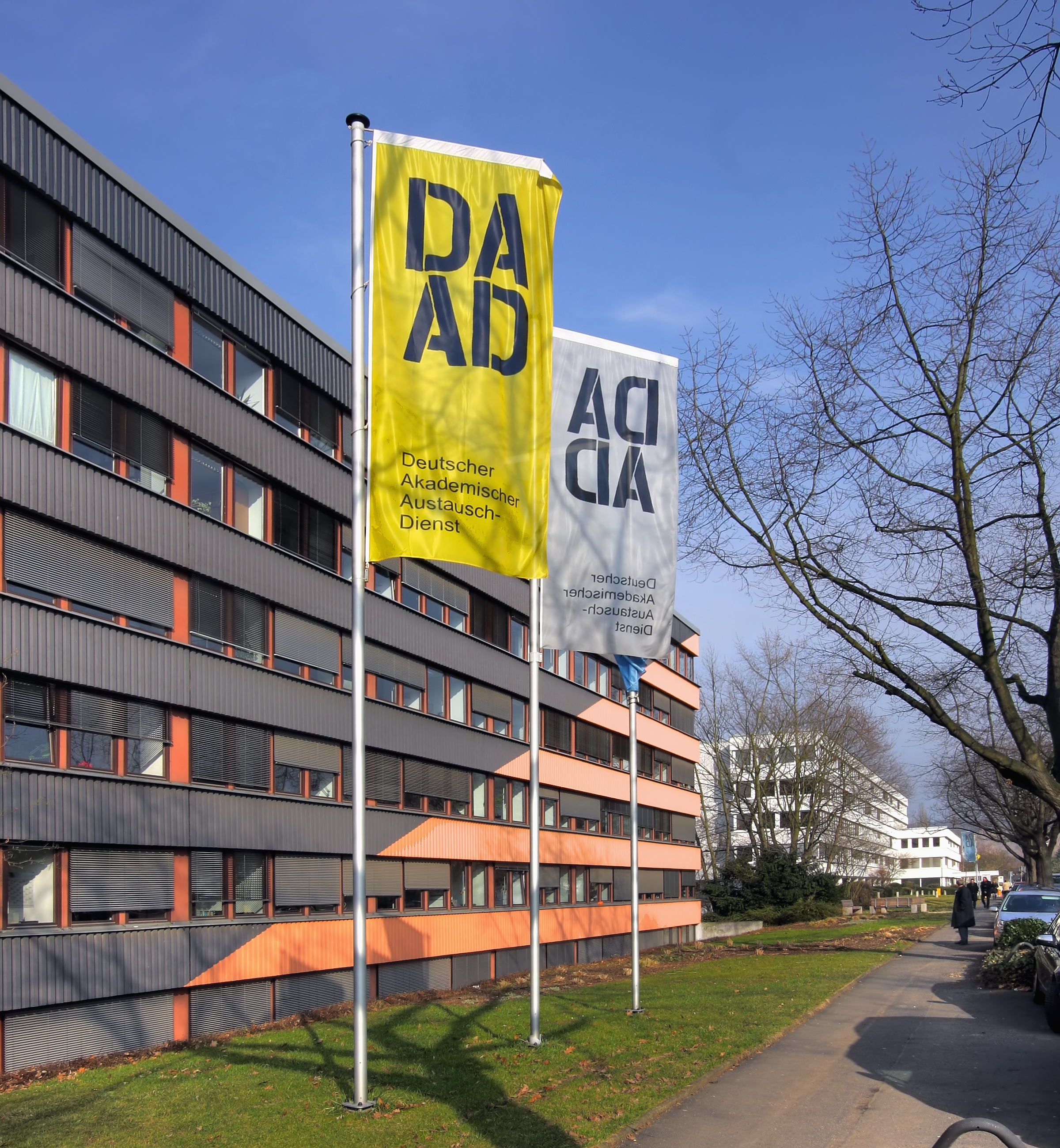
Прапори DAAD на алеї Кеннеді в Бонні

Девіз DAAD — «Зміни через обмін».

## Історія
DAAD було засновано 1 січня 1925 року завдяки приватній студентській ініціативі під назвою «Сервіс академічних обмінів» (нім. Akademischer Austauschdienst, AAD) у Гайдельберзі. У рік заснування штаб-квартиру було перенесено до Берліна. Відразу після приходу до влади націонал-соціалісти у 1933 році захопили контроль над AAD. Президентом був призначений член НСДАП Евальд фон Массов. Штаб-квартира в Берлінському міському палаці була зруйнована бомбардуванням у 1943 році, а служба була розпущена 5 серпня 1945 року. Вона відновила роботу як DAAD у Бонні в серпні 1950 року.

## Відомі випускники DAAD
- Маргарет Етвуд (нар. 1939), письменниця
- Джеффрі Євгенідіс (нар. 1960), письменник
- Джим Джармуш (нар. 1953), кінопродюсер
- Ришард Капусцінський (1932—2007), журналіст
- Сьюзен Зонтаґ (1933—2004), письменниця та режисерка
- Гілад Цукерман (нар. 1971), мовознавець
- Карл Лаутербах (нар. 1963), німецький лікар, економіст у сфері охорони здоров'я та політик (СДПН)
- Ціці Дангарембга (нар. 1959), письменник і режисер
- Олександр Герст (нар. 1976), геофізик і астронавт

Деякі лауреати Нобелівської премії є випускниками DAAD, у тому числі Гюнтер Блобель (1999), Ґао Сінцзянь (2000), Вольфганг Кеттерле (2001), Імре Кертес (2002), Вангарі Маатаї (2004), Гаральд цур Гаузен (2008), Герта Мюллер (2009), Маріо Варгас Льйоса (2009), Світлана Алексієвич (2015), Ольга Токарчук (2018), Петер Гандке (2019), Рейнхард Ґенцель (2020).

## Фінансування
Бюджет DAAD надходить переважно з державних коштів, а також від приватних меценатів. 2021 року надходження складали:
- Федеральне міністерство закордонних справ: 211 млн євро
- Федеральне міністерство освіти та наукових досліджень: 206 млн євро
- Федеральне міністерство економічного співробітництва та розвитку[de]: 48 млн євро
- Європейський Союз та інші міжнародні організації: 130 млн євро

Загальний бюджет на 2021 рік становив 634,7 млн євро.

## Структура
DAAD керує президент. Список президентів:
- Альфред Вебер (1925—1925)
- Віктор Брунс[de] (1925—1931)
- Теодор Левальд[de] (1931—1933)
- Евальд фон Массов (1933—1942)
- Густав Адольф Шеель (1942—1945)
- Теодор Клаузер[de] (1950—1954)
- Вернер Ріхтер[de] (1954—1959)
- Еміль Ленарц[de] (1960—1968)
- Герхард Кільвайн[de] (1968—1972)
- Гансгерд Шульте[de] (1972—1987)
- Теодор Берхем[de] (1988—2007)
- Стефан Гормут[de] (2008—2010)
- Сабіне Кунст[de] (2010—2011)
- Маргрет Вінтермантель[de] (2012—2019)
- Джойбрато Мукерджі[de] (від 2020)[24]

Окрім президента й віцепрезидента, до правління DAAD входять дев'ять представників університетів (президентів, ректорів або керівників міжнародних академічних офісів), чотири представники студентського колективу та один представник Асоціації спонсорів німецької науки. Членів правління обирають загальні збори. Представників університетів обирають раз на чотири роки, а представників студентських організацій — раз на два роки. Загальні збори збираються один раз на рік. На додаток до своєї штаб-квартири в Бонні (алея Кеннеді 50), DAAD має офіс у Берліні, який розташований у Берлінському науковому форумі. Відома Берлінська мистецька програма також пов'язана зі столичним офісом.

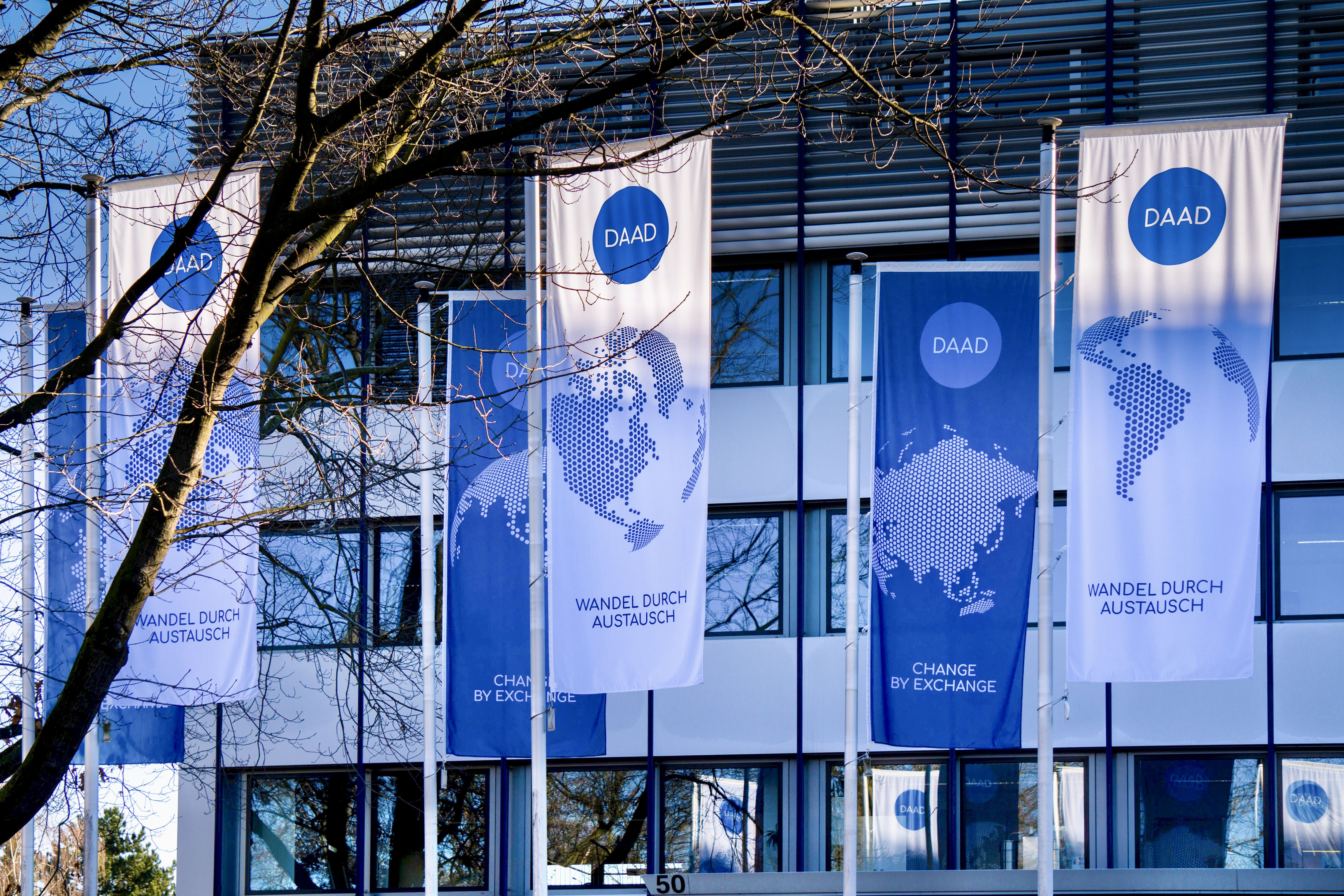
Головна будівля в Бонні

### Філії та інформаційні центри

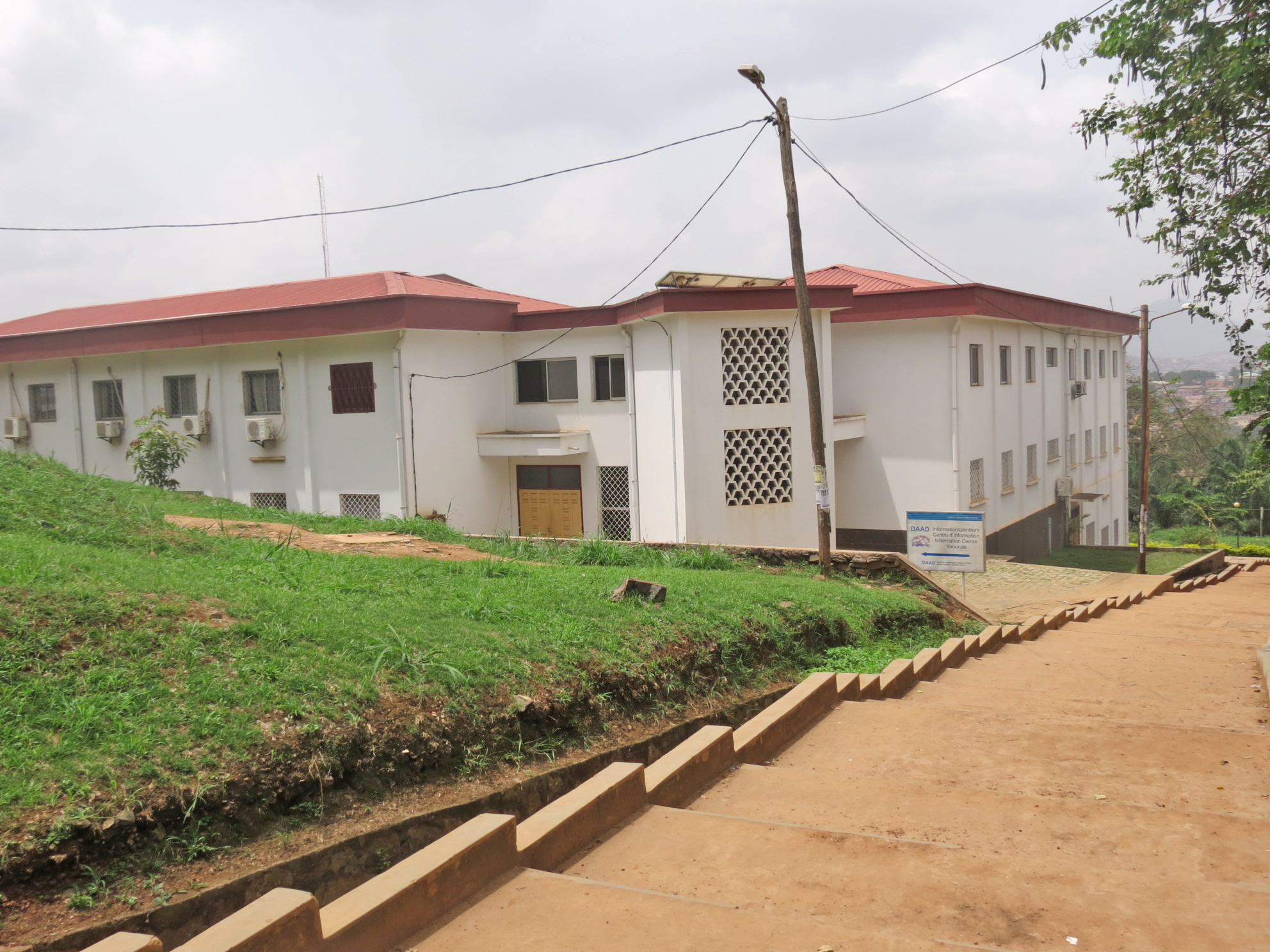
Інформаційний центр DAAD в Яунде, Камерун

Мережа з 19 філій, 47 інформаційних центрів та інформаційних пунктів і 6 Німецьких будинків науки та інновацій (нім. Deutschen Wissenschafts- und Innovationshäusern) у 60 країнах підтримують контакти з країнами-партнерами та надають консультації на місці (станом на 2021 рік).
Філії та їхні роки заснування:
- Філія DAAD у Лондоні (заснована в 1927; відновлена в 1952)[25]
- Філія DAAD у Каїрі (1960)[26]
- Філія DAAD у Нью-Делі (1960)[9]
- Відділення DAAD у Парижі (1963)[27]
- Філія DAAD у Нью-Йорку (1971)[9]
- Філія DAAD у Ріо-де-Жанейро (1972)[28]
- Відділення DAAD у Москві (1973, 1993)[9]
- Філія DAAD у Найробі (1973)[29]
- Філія DAAD у Токіо (1978)[9]
- Відділення DAAD у Джакарті (1990)[30]
- Філія DAAD у Пекіні (1994)[31]
- Відділення DAAD у Варшаві (1997)[32]
- Філія DAAD у Мехіко (2001)[33]
- Філія DAAD у Ханої (2003)[34]
- Філія DAAD у Брюсселі (2007)[35]
- Філія DAAD у Тунісі (2019)[9]
- Філія DAAD в Аммані (2019)[9]
- Філія DAAD у Боготі (2019)[9]
- Філія DAAD у Тбілісі (2021)[10]

## Нагороди

### Премія Якоба і Вільгельма Грімм
DAAD щорічно присуджує премію Якоба та Вільгельма Грімм}} іноземним ученим за «видатні роботи в галузі німецької літератури та лінгвістики, німецької мови як іноземної та германістики». Премія названа на честь лінгвістів і засновників германістики Якоба та Вільгельма Грімм. Вона становить 10 000 євро.

### Премія Міністерства закордонних справ
Разом із Міністерством закордонних справ (нім. Auswärtigen Amt) DAAD присуджує Премію Міністерства закордонних справ (нім. AA-Preis) за підтримку іноземних студентів в університетах Німеччини. Премію присуджують щорічно з 1998 року. Станом на 2013 рік, премія становила 20 000 євро.

### Університетська інтеграційна премія
Університетська інтеграційна премія за видатну відданість інтеграції біженців, здатних навчатися (нім. Hochschul-Integrationspreis für herausragendes Engagement zur Integration studierfähiger Flüchtlinge), або скорочено Університетська інтеграційна премія (нім. Hochschul-Integrationspreis), присуджується DAAD та Федеральним міністерством освіти та наукових досліджень з 2021 року. Премія призначена для заохочення інноваційних та успішних проєктів та ініціатив, визначення зразкових проєктів і заохочення сталого подальшого розвитку.